# Themisia nuda
Themisia nuda är en svampart som beskrevs av Josef Velenovský 1939. Themisia nuda ingår i släktet Themisia, ordningen disksvampar, klassen Leotiomycetes, divisionen sporsäcksvampar och riket svampar.   Inga underarter finns listade i Catalogue of Life.